# مالکوم میلر
مالکوم میلر (به انگلیسی: Malcolm Miller) یک کشتی است که طول آن ۱۴۸ فوت ۲ اینچ (۴۵٫۱۶ متر) می‌باشد. این کشتی در سال ۱۹۶۷ ساخته شد.